# Балка Рогальська
Балка Рогальська, Рогівський яр — балка (річка) в Україні у Старобільському районі Луганської області. Ліва притока річки Айдару (басейн Дону).

## Опис
Довжина балки приблизно 11,01 км, найкоротша відстань між витоком і гирлом — 10,29  км, коефіцієнт звивистості річки — 1,07 . Формується декількома струмками та загатами. На деяких ділянках балка пересихає.

## Розташування
Бере початок на північно-західній стороні від села Донцівки. Тече переважнона південний захід і на південно-східній околиці села Рогове впадає у річку Айдар, ліву притоку річки Сіверського Дінця.

## Цікаві факти
- У пригирловій частині балку перетинає автошлях Т 1302[3] (автомобільний шлях територіального значення в Луганській та Донецькій областях. Проходить територією Старобільського, Сіверськодонецького та Бахмутського районів через Танюшівку (пункт контролю) — Айдар — Старобільськ — Рубіжне — Новодружеськ — Лисичанськ — Соледар — Бахмут. Загальна довжина — 162,1 км.).
- У XX столітті на балці існували водосховище та свино-тваринна ферма (СТФ)[2].